# Bracon vitripennis
Bracon vitripennis är en stekelart som beskrevs av Julius Theodor Christian Ratzeburg 1852. Bracon vitripennis ingår i släktet Bracon och familjen bracksteklar. Inga underarter finns listade.